# پوسیان
پوسیان (به ترکی آذربایجانی: Püsyan) یک شهر در جمهوری آذربایجان است که در شهرستان شرور واقع شده‌است. پوسیان ۳٬۷۵۱ نفر جمعیت دارد.